# «Богатырь» идёт в Марто
«„Богатырь“ идёт в Марто» — советский художественный фильм 1954 года, приключенческий фильм, снятый на Киевской киностудии художественных фильмов.

## Сюжет
Советский пароход «Богатырь» идёт на помощь потерпевшим бедствие. Город Марто пострадал от наводнения, корабль же должен доставить туда строительные материалы и плоты с лесом. Западные промышленники, ожидающие огромной прибыли от доставки в Марто древесины, пытаются любой ценой не допустить прихода «Богатыря»...

## В ролях
| Актёр                             | Роль                                    |
| --------------------------------- | --------------------------------------- |
| Михаил Белоусов                   | капитан Крутов пароход «Богатырь»       |
| Василий Нещипленко                | помощник капитана Лучинин               |
| Лев Фричинский                    | помощник капитана Майоров               |
| Борис Безгин                      | помощник капитана Воронец               |
| Виктор Добровольский              | боцман Бутенко                          |
| Николай Крючков                   | старший матрос Плошкин                  |
| Виктор Авдюшко                    | инженер Колос                           |
| Элина Быстрицкая                  | радистка Женя Сергеева                  |
| Клавдия Лепанова                  | врач Велехова                           |
| Елена Тяпкина                     | повар Грибова                           |
| Изольда Извицкая                  | Настенька                               |
| Юрий Кротенко                     | Архаров                                 |
| Раднэр Муратов                    | радист Петя                             |
| Георгий Бударов                   | капитан Фритьоф Ганзен пароход «Кристи» |
| Леонид Пирогов                    | боцман Ларсен                           |
| Николай Граббе                    | Нэд Берген                              |
| Дмитрий Милютенко                 | «Хозяин»                                |
| Александр Шатов                   | Галтер                                  |
| Лилия Максимова                   | Элис                                    |
| Лев Олевский                      | капитан яхты                            |
| Евгений Моргунов                  | Гемфри                                  |
| Сергей Петров                     | эпизод                                  |
| Валерий Бурэ                      | эпизод                                  |
| Иван Кононенко-Козельский         | адмирал Конрад деловой партнер Джона    |
| Игорь Ветров                      | эпизод                                  |
| Александр Каменко-Александровский | житель Марто                            |
| Михаил Сиренко                    | житель Марто                            |
| Ольга Реус-Петренко               | нет в титрах                            |
| Евгений Балиев                    | нет в титрах                            |
| Борис Хенкин                      | нет в титрах                            |
| Михаил Глузский                   | старший механик                         |
| Александра Денисова               | старуха                                 |

## Съёмочная группа
- Сценарий: Иосифа Прута
- Постановка: Евгения Брюнчугина, Сигизмунда Навроцкого
- Главный оператор: Алексей Мишурин
- Режиссёр: С. Цыбульник
- Оператор: В. Орлянкин
- Композитор: Юлий Мейтус
- Текст песни: Евгений Долматовский
- Звукооператор: Ростислав Максимцов
- Художники: Алексей Бобровников — декорации, Екатерина Гаккебуш — костюмы, Я. Гринберг — грим
- Монтаж: К. Шаповалова
- Комбинированные съёмки: оператор — Н. Илюшин, художник — Ф. Вакериса-Гальдос
- Оркестр министерства культуры УССР
- Дирижёр — К. Симеонов
- Главный консультант — капитан дальнего плавания Г. Мезенцев
- Директор картины: Александр Котовец

## Технические данные
- СССР, 1954 год
- Киевская киностудия художественных фильмов
- Цветной, 81 мин.